# Símbolos de Autlán de Navarro

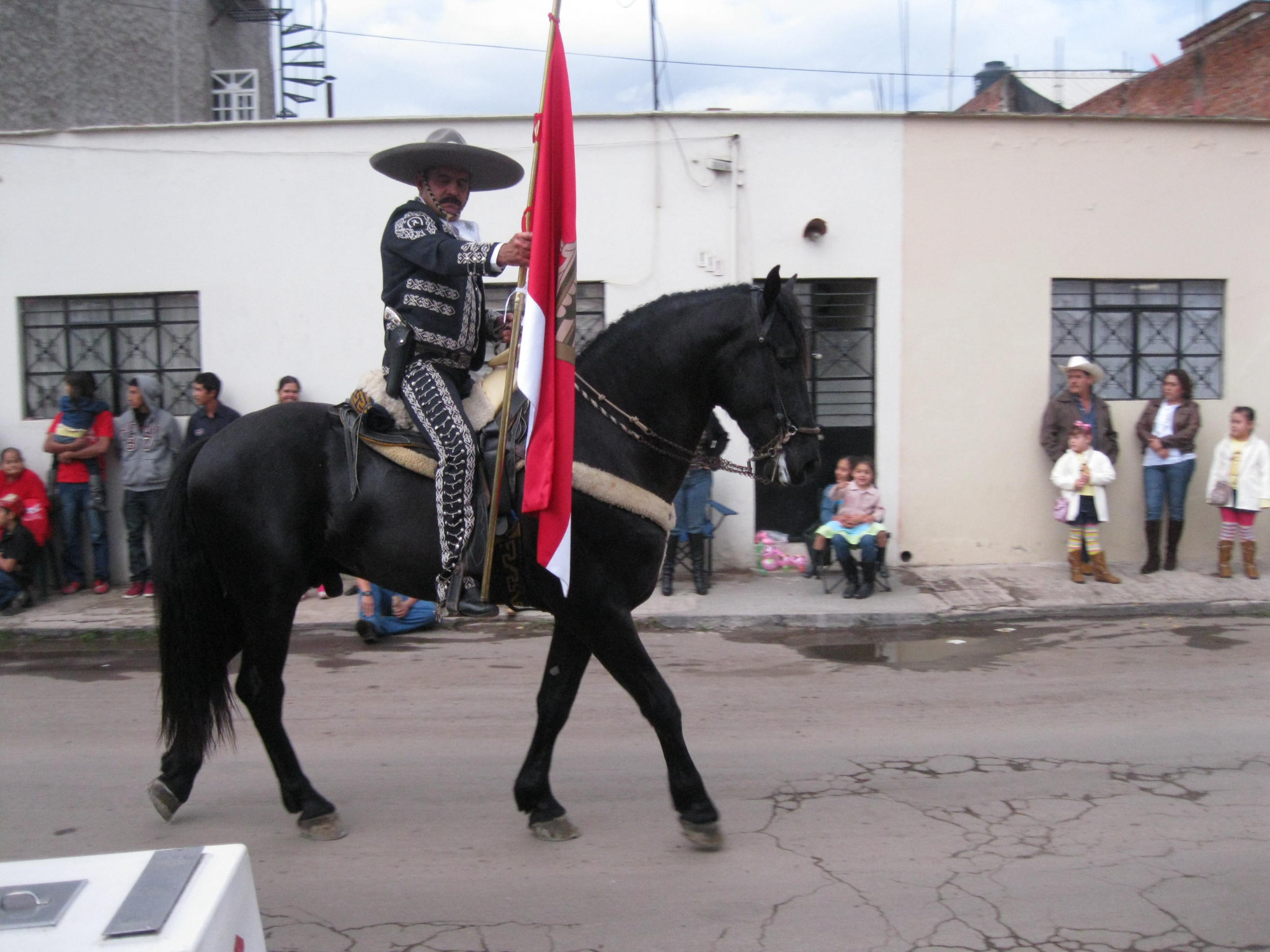
Bandera municipal de Autlán de Navarro.

Los Símbolos de Autlán de Navarro, son el emblema representativo de este municipio del estado mexicano del estado de Jalisco. La imagen de estos símbolos estás representados por el escudo de armas de la ciudad de Autlán de Navarro; otro símbolo de la ciudad es la bandera municipal, colores retomados de la grana de cochinilla y el blanco de la paz.

## Escudo

Glifo de Autlán.

Es el glifo topónimo del pueblo de Autlán. El significado es Junto al Camino de Agua y está representado por una zanja, canal o apantli, al centro hay tres dientes; proviene el significado de la lengua náhuatl.

## Bandera
La bandera de la ciudad de Autlán de Navarro es el emblema que representa a este municipio y es utilizado por el Ayuntamiento como símbolo representativo de la ciudad desde el año de 1998.
Dicha bandera consta de 4 barras, tres barras son de carmín o grana y una barra blanca con glifo de Autlán.
El significado de los colores de la bandera son los siguientes:
- Grana: color del pigmento de la cochinilla.
- Plata (blanco): paz y progreso.